# 高廷梓
高廷梓（1895年12月8日—1984年11月15日）。廣東省新會縣人。民國37年（1948年）在廣東省第一選區當選第一屆立法委員。

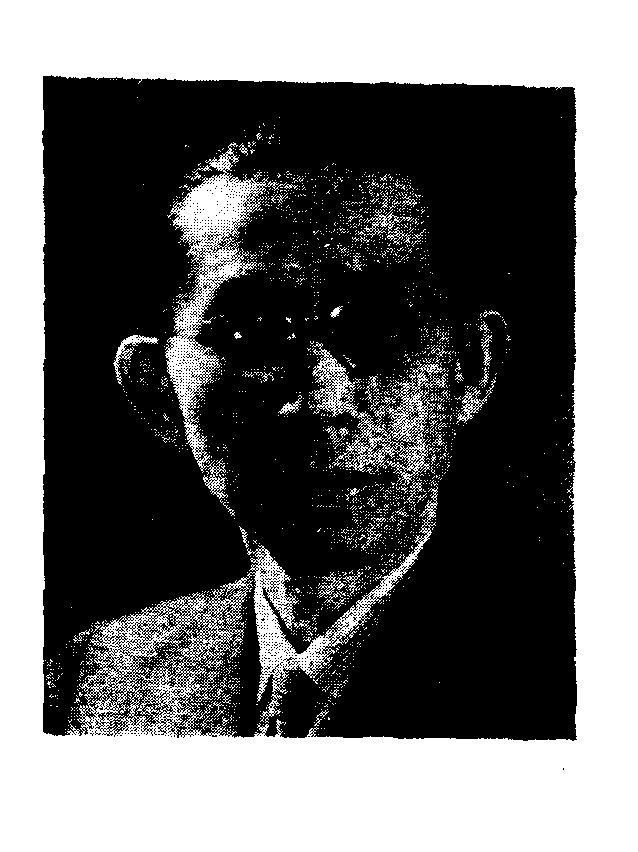

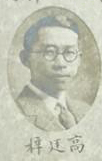

## 生平[1][2][3][4][5]
- 民國十年，國立北京大學文學士、私立嶺南大學文學院畢業
- 民國十五年，美國哥倫比亞大學政治經濟研究院博士
- 民國十六年，國立中山大學教授兼政治系主任、圖書館主任
- 民國二十一年，教育部簡任秘書兼社會教育司司長
- 民國二十一年，調任交通部航政司司長
- 抗戰期間，國民參政會參政員
- 民國三十七年，當選立法院立法委員
- 民國六十九年，出版史地政論英文本《中國邊陲》
- 民國73年11月15日病逝[6]